# غاريت غيلكي
غاريت غيلكي (بالإنجليزية: Garrett Gilkey)‏ هو لاعب كرة قدم أمريكية أمريكي، ولد في 9 يوليو 1990 في ساندويتش في الولايات المتحدة.

## وصلات خارجية
- غاريت غيلكي على موقع مرجع كرة القدم المحترفة.كوم (الإنجليزية)